# Онде
Онде (фр. Andé) је насељено место у Француској у региону Горња Нормандија, у департману Ер.
По подацима из 2011. године у општини је живело 1121 становника, а густина насељености је износила 211,11 становника/km².

## Демографија
| 1962. | 1968. | 1975. | 1982. | 1990. | 2011. |
| ----- | ----- | ----- | ----- | ----- | ----- |
| 360   | 433   | 599   | 667   | 966   | 1.121 |